# Juan Manuel Guilera
Juan Manuel Guilera (Buenos Aires, 6 de abril de 1986) también conocido como Juan Guilera, es un actor y modelo argentino.

## Trayectoria
Empezó su carrera a los diecisiete años como Juan en Rebelde Way, en el año 2003.
En 2004 tras dedicarse un tiempo a sus estudios de actuación, debutó en cine con la película Papa se volvió loco en el papel de Nico. 
En 2005 trabajó en un cortometraje llamado Gris, donde obtuvo su primer protagónico. 
En 2006 trabajó en otro cortometraje llamado La llave. Ese mismo año hizo su retorno a la televisión en la telenovela El refugio, en el papel de Agustín, un alumno de la Academia Linares Pacheco que se convierte en becado de la misma.
En 2007 es contratado por Ideas del Sur para un papel en la telenovela juvenil Patito feo, donde interpretó el personaje de Gonzalo durante dos temporadas. En 2008 y 2009 pudo recorrer gran parte de Latinoamérica realizando numerosas presentaciones del show musical de dicha telenovela. 
Entre 2009 y 2010 formó parte de la telenovela Niní, de la productora Kaberplay, junto a Florencia Bertotti y Federico Amador, interpretando a Martín Parker, el hijo mayor del protagonista. Junto con el elenco de Niní realizó presentaciones del show musical Niní, la búsqueda en el Teatro Gran Rex y por ciudades como Rosario, Mar del Plata y Córdoba. 
A fines de 2010 participó en el unitario de Para vestir santos, en donde interpretó a un compañero de trabajo del personaje de Gabriela Toscano. 
En 2011 fue el galán juvenil de la telecomedia Un año para recordar, junto a Eleonora Wexler, Gastón Pauls, Carla Peterson y Rafael Ferro, en donde interpretó a Guillermo, un joven repositor del supermercado donde se desarrolla gran parte de la telenovela.
Ese mismo año participó en algunos capítulos de la telenovela Los Únicos, donde interpretó a Lucas Miller, nuevo integrante de la brigada "Únicos Junior", que posee el don de la super fuerza. Paralelamente, protagonizó dos de los capítulos del unitario de Canal 9, Decisiones de vida. A fines de 2011, estrenó la obra de teatro Chicos católicos junto a Darío Barasi, Juan Paya, Emanuel Arias y Nicolás Maiques, la cual terminará su temporada actual en noviembre de 2015.
En 2012 fue parte de la segunda temporada de Los Únicos, junto a Nicolás Vázquez, Emilia Attias, Nicolás Cabré, María Eugenia Suárez y Marco Antonio Caponi, donde nuevamente se envuelve en la piel de Lucas Miller quien no solo posee el don de la super fuerza sino también el de la telequinesis.
En 2013 se sumó al elenco de la telecomedia Somos familia - inicialmente llamada Lo dijo papá - protagonizada por Gustavo Bermúdez, la cual abandonó debido a cambios que sufrió el libreto.
A mediados de 2013 se anunció que la obra teatral Chicos católicos, tendrá su versión en cine y que Guilera formará parte de ella.
En 2013 también participó de la obra teatral El jardín de los cerezos.
En 2014, estrenó la película de Chicos católicos y apareció en algunos capítulos de la telenovela Taxxi, amores cruzados en el papel de Mirko, un amigo del personaje de Catherine Fulop, a la que ayudó con un proyecto televisivo. Además, participó en la obra teatral Homo Setentus.
En 2015, se dedicó únicamente al teatro en la obra Chicos católicos.
En 2016 dio vida a Iván en la telenovela Los ricos no piden permiso, participó de la 7.ª temporada de Chicos católicos, y se prepara para participar en la obra La madre que los parió.

## Filmografía

### Cine
| Año  | Título                               | Personaje  | Tipo         |
| ---- | ------------------------------------ | ---------- | ------------ |
| 2005 | Papá se volvió loco                  | Nico       | Largometraje |
| 2005 | Gris                                 | Hijo       | Cortometraje |
| 2006 | La llave                             | El chico   | Cortometraje |
| 2013 | Nena, saludame al Diego              | -          | Largometraje |
| 2014 | Chicos católicos apostólicos romanos | Sebastián  | Largometraje |
| 2018 | No dormirás                          | Fonso      | Largometraje |
| 2020 | La corazonada                        | Fito Lagos | Largometraje |

### Televisión
| Año       | Título                         | Personaje                                       | Canal                |
| --------- | ------------------------------ | ----------------------------------------------- | -------------------- |
| 2003      | Rebelde Way                    | Juan Manuel Sánchez                             | Canal 9 / América TV |
| 2006      | El refugio                     | Agustín Pasalbertti                             | Canal 13             |
| 2007-2008 | Patito feo                     | Gonzalo Molina                                  | Canal 13             |
| 2009-2010 | Niní                           | Martín Parker                                   | Telefe               |
| 2010      | Para vestir santos             | Rodríguez                                       | Canal 13             |
| 2011      | Un año para recordar           | Guillermo Paz                                   | Telefe               |
| 2011-2012 | Los Únicos                     | Lucas Miller                                    | Canal 13             |
| 2013-2014 | Taxxi, amores cruzados         | Mirko                                           | Telefe               |
| 2016      | Los ricos no piden permiso     | Iván González                                   | Canal 13             |
| 2016      | Educando a Nina                | Manguera                                        | Telefe               |
| 2018      | 100 días para enamorarse       | Matías Murano                                   | Telefe               |
| 2018      | Rizhoma Hotel                  | Germán                                          | Telefe               |
| 2018-2021 | Millennials                    | Juan Manuel "Juanma" Losada                     | Net TV / Netflix     |
| 2022      | Ritmo salvaje                  | Mateo                                           | Netflix              |
| 2022      | El secreto de la familia Greco | Murat                                           | Netflix              |
| 2023      | Romina poderosa                | Santiago Moya Marcos                            | Caracol Televisión   |
| 2024      | Rojo Carmesí                   | Marcelo Valencia                                | Canal RCN            |
| 2025      | Nuevo rico, nuevo pobre        | Andrés Ferreira Mancera / Andrés Galindo Romero | Caracol Televisión   |

### Teatro
- 2003-2004: Rebelde Way (bailarín)
- 2006: Margaritas
- 2007-2008: Patito feo: La historia más linda en el teatro
- 2009: Patito feo: El show más lindo
- 2010: Niní: La búsqueda
- 2011: ¿Y dónde está papá?
- 2011-2016: Chicos católicos
- 2013: El jardín de los cerezos
- 2014: Homo setentus
- 2016: Dinner
- 2016: La madre que los parió
- 2018: La respiración
- 2019-2020: Cabaret